# 八代市立第一中學校
八代市立第一中學校位在日本熊本縣八代市北之丸町，是一間由八代市設立的中學校。

## 歷史
- 1947年4月 - 設置八代市立代陽中學校，為八代市立第一中學校的前身。
- 1949年4月 - 改名稱為八代市立第三中學校。
- 1950年4月1日 - 再度改名為八代市立第一中學校，也是現在的校名。
- 1964年3月31日 - 廢除大築島分校。

## 交通

### 公車
- 產交巴士八代市役所站步行約12分。
- 產交巴士松井神社前站步行約6分（車班少）。
- 產交巴士松江街站步行約5分。

### 汽車
- 八代IC下約22分車程。
- 八代車站距離約10分車程。
- 新八代車站距離約12分車程。

## 週邊設施
位於八代市中心地帶，周邊設施眾多。
- 八代宮
- 八代市役所
- 松濱軒
- 熊本縣警察八代警察署
- 熊本日日新聞八代支社
- 八代市立未來之森博物館
- 八代市立代陽小學校（相鄰）
- 八代市立八代小學校
- 八代市立圖書館
- 熊本縣立八代東高等學校
- 熊本縣立八代高等學校

## 外部連結
- 八代市立第一中學校網站（页面存档备份，存于）